# Ariane de Félicie
Saucerottia tobaci
Espèce
Répartition géographique
Statut de conservation UICN

 LC  : Préoccupation mineure
Statut CITES
L'Ariane de Félicie (Saucerottia tobaci) est une espèce d'oiseaux de la famille des Trochilidae.

## Nomenclature
« Cette jolie espèce a été dédiée par Lesson à madame Félicie Abeille, de Bordeaux qui cultive, dit cet auteur, l’ornithologie avec goût, et dont le mari possède une magnifique collection d'oiseaux rares et précieux. Puisse-t-elle aussi rappeler le souvenir de madame Félicie, épouse de M. Alphonse Gacogne, l’un de nos naturalistes lyonnais, à qui l’on doit la découverte de quelques insectes, et de madame Félicie, épouse de l’un de mes amis, M. Penis-Sanlaville ».

## Habitat

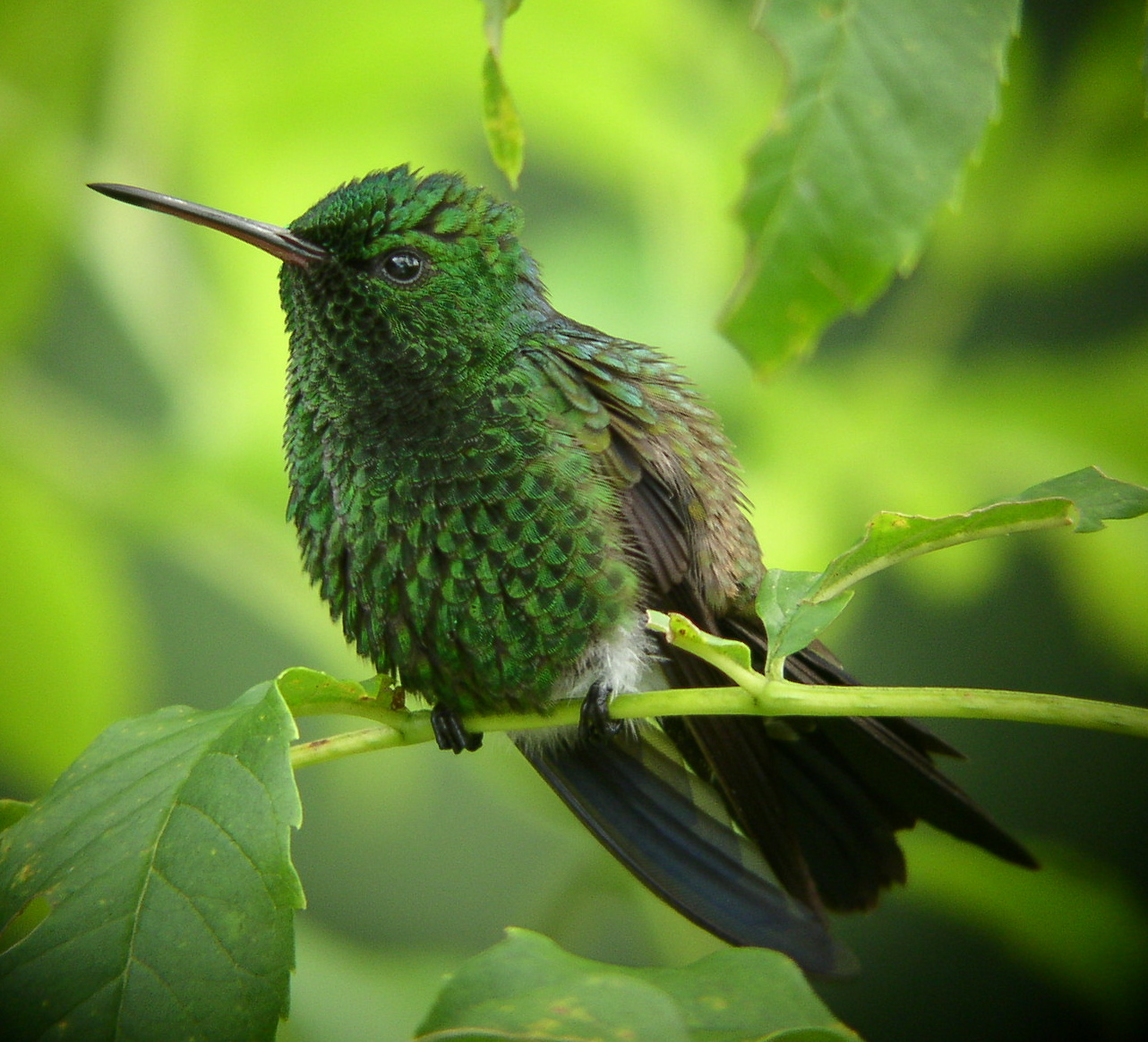

Elle fréquente les forêts sèches et humides de basses et hautes altitudes, la végétation des marais à mangroves mais aussi les forêts lourdement dégradées.

## Répartition et sous-espèces
Selon la classification de référence du Congrès ornithologique international (14.2, 2025) elle se répartit en sept sous-espèces :
- S. tobaci monticola Todd, 1913 — nord-ouest du Venezuela ;
- S. tobaci feliciae (Lesson, 1840) — nord du Venezuela ;
- S. tobaci caudata (Zimmer & Phelps, 1949) — nord-est du Venezuela ;
- S. tobaci aliciae (Richmond, 1895) — île Margarita ;
- S. tobaci erythronotos (Lesson, 1829) — Trinité ;
- S. tobaci tobaci (Gmelin, 1788) — Tobago ;
- S. tobaci caurensis Berlepsch & Hartert, 1902 — sud-est du Venezuela.